# M78
M78或梅西耶78，也稱為NGC 2068，是在獵戶座的一個反射星雲。它於1780年被皮埃爾·梅尚發現，並在同年被收錄至夏爾·梅西耶的類似彗星天體目錄。
M78是在包括NGC 2064、NGC 2067、和NGC 2071這一組星雲中最明亮的瀰漫反射星雲。這個群體屬於距離地球大約1,350光年的獵戶B分子雲複合體。M78使用小望遠鏡看起來是一個斑塊，並有視星等10等和11等的兩顆星，因此很容易就能找到。這兩顆星都是B型星，編號HD 38563 A和HD 38563 B，經由塵埃雲反射它們的光線，才使M78能被看見。
在紅外線下，可以看見M78有一組恆星集團。由於重力，星雲中的分子氣體已經分裂成一個個繼承的團塊。密度較大的核心，其即將形成質量高達5 M☉的恆星。在M78中大約有45顆金牛座T型變星，還有大約17顆被稱為赫比格-哈羅天體的年輕恆星。

## 幻想作品中的M78星云
- 在中，離銀河系300萬光年遠的虛構「M78星云」，是、等很多超人力霸王戰士的故乡「光之国」的所在地。（註：原本在超人力霸王的企劃階段，這群超人的故鄉是M87星雲，在劇本上卻誤植成M78，後來就這麼設定了。但不包括超人力霸王雷歐、阿斯特拉（來自獅子座L77星）、超人力霸王蓋亞、超人力霸王亞格、超人力霸王迪卡等）。

- 日本动画片蓝宝石之谜中，亞特蘭提斯人的故鄉也是M78星雲，他們帶來了紅色諾亞和藍色諾亞兩個星際間航行超大宇宙船（實際上還有動畫中沒有正面出現的綠色諾亞）。

- 韩国电视剧來自星星的你的男主角都敏俊，其所屬星球KMT 184.05就是位於M78星雲。

## 圖集

VISTA的M78影像。
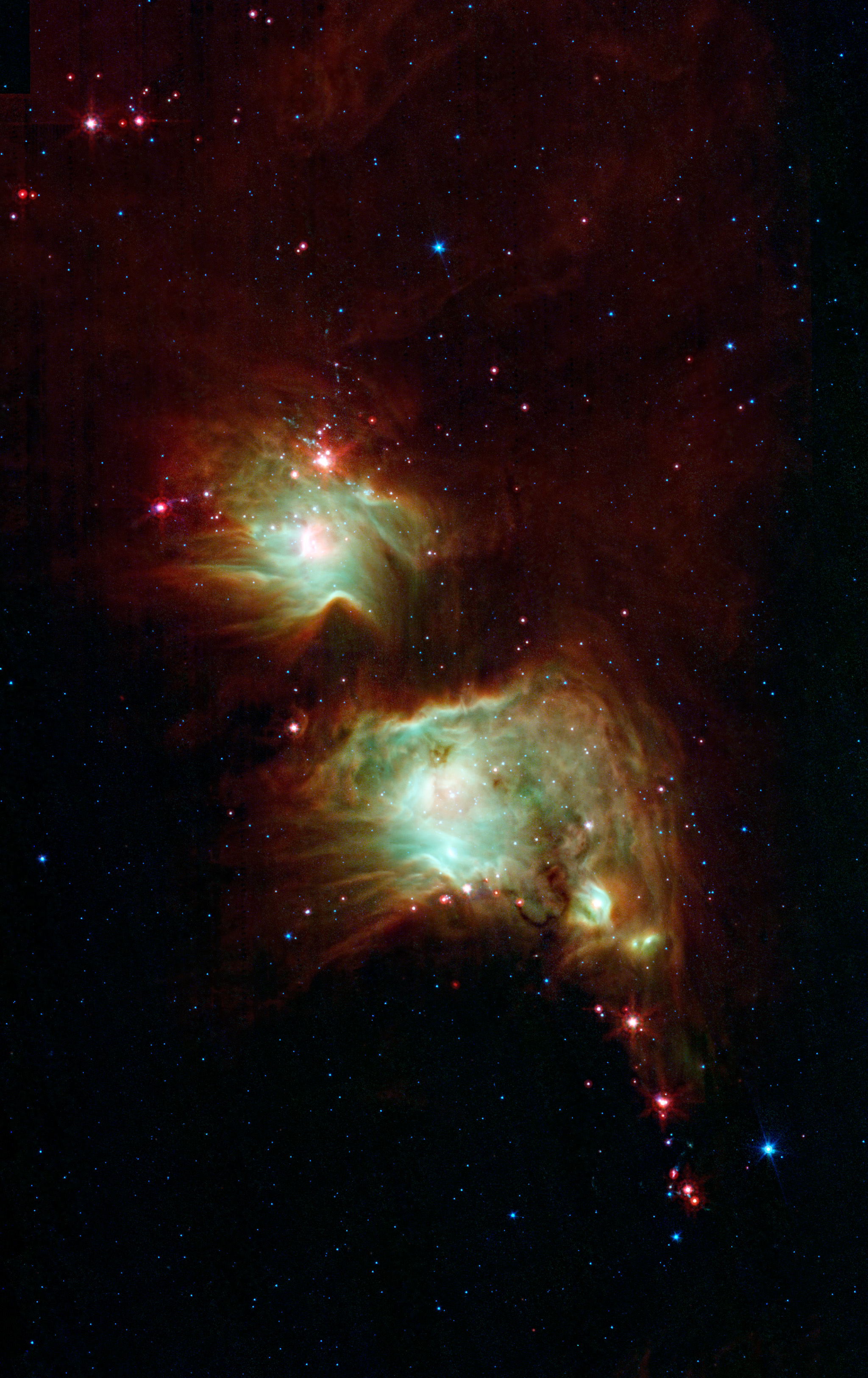
史匹哲太空望遠鏡的M78影像。

## 外部連結
维基共享资源上的相關多媒體資源：M78
- NED – NGC 2068
- SEDS – NGC 2068
- SIMBAD – NGC 2068
- VizieR – NGC 2068

- WikiSky上关于M78的内容：DSS2, SDSS, GALEX, IRAS, 氢α, X射线, 天文照片, 天图, 文章和图片
- NASA Astronomy Picture of the Day: M78: Stardust and Starlight (4 November 2005)
- NightSkyInfo.com – M78
- Astronomy Picture of the Day
  - M78 Wide Field （页面存档备份，存于） 2009 November 26
  - M78 and Reflecting Dust Clouds in Orion （页面存档备份，存于） 2010 March 2
- Haese, Paul. . Deep Space Videos. Brady Haran.